# Aceroteta africana
Aceroteta africana är en stekelart som beskrevs av Peter Neerup Buhl 2005. Aceroteta africana ingår i släktet Aceroteta och familjen gallmyggesteklar. Inga underarter finns listade i Catalogue of Life.